# Élections cantonales de 1992 en Moselle
Les élections cantonales ont eu lieu les 22 et 29 mars 1992.
Lors de ces élections, 26 des 51 cantons de la Moselle ont été renouvelés. Elles ont vu la reconduction de la majorité RPR dirigée par Philippe Leroy, succédant à Julien Schvartz président du conseil général depuis 1982.

## Résultats à l’échelle du département
Répartition départementale des résultats (2e tour).
- PCF (6,35 %)
- PS (15,15 %)
- Majorité (13,74 %)
- GE (2,47 %)
- RPR (10,31 %)
- UDF (13,32 %)
- DVD (33,85 %)
- FN (4,79 %)

| Étiquette      | Étiquette                          | Premier tour | Premier tour | Second tour | Second tour | Sièges |
| Étiquette      | Étiquette                          | Voix         | %            | Voix        | %           | Sièges |
| -------------- | ---------------------------------- | ------------ | ------------ | ----------- | ----------- | ------ |
|                | Parti socialiste                   | 30 826       | 13,62        | 24 501      | 15,15       | 1      |
|                | Majorité présidentielle            | 26 486       | 11,70        | 22 222      | 13,74       | 4      |
|                | Parti communiste français          | 13 854       | 6,12         | 10 272      | 6,35        | 1      |
|                | Parti radical de gauche            | 658          | 0,29         |             |             |        |
| Gauche         | Gauche                             | 71 824       | 31,73        | 56 995      | 35,24       | 6      |
|                |                                    |              |              |             |             |        |
|                | Divers droite                      | 56 053       | 24,76        | 54 740      | 33,85       | 12     |
|                | Front national                     | 30 799       | 13,61        | 7 751       | 4,79        | 0      |
|                | Rassemblement pour la République   | 22 816       | 10,08        | 16 678      | 10,31       | 4      |
|                | Union pour la démocratie française | 17 013       | 7,52         | 21 547      | 13,32       | 4      |
|                | Extrême droite                     | 15           | 0,01         |             |             |        |
| Droite         | Droite                             | 126 696      | 55,98        | 100 716     | 62,27       | 20     |
|                |                                    |              |              |             |             |        |
|                | Les Verts                          | 16 661       | 7,36         |             |             |        |
|                | Génération écologie                | 11 179       | 4,94         | 3 998       | 2,47        | 0      |
| Écologistes    | Écologistes                        | 27 840       | 12,30        | 3 998       | 2,47        | 0      |
|                |                                    |              |              |             |             |        |
| Inscrits       | Inscrits                           | 364 385      | 100,00       | 315 585     | 100,00      |        |
| Abstention     | Abstention                         | 125 851      | 34,54        | 140 919     | 44,65       |        |
| Votants        | Votants                            | 238 534      | 65,46        | 174 666     | 55,35       |        |
| Blancs et nuls | Blancs et nuls                     | 12 174       | 5,10         | 12 957      | 7,42        |        |
| Exprimés       | Exprimés                           | 226 360      | 94,90        | 161 709     | 92,58       |        |

## Résultats par canton

### Canton d'Algrange
| Candidats      | Candidats                | Étiquette      | Premier tour | Premier tour | Second tour | Second tour |
| Candidats      | Candidats                | Étiquette      | Voix         | %            | Voix        | %           |
| -------------- | ------------------------ | -------------- | ------------ | ------------ | ----------- | ----------- |
|                | Henriette Simonetto      | PCF            | 1 870        | 24,36        | 3 030       | 51,94       |
|                | André Pauly              | PS             | 1 525        | 19,86        | 2 804       | 48,06       |
|                | Nicolas Gavriloff        | DVD            | 1 034        | 13,47        |             |             |
|                | Simon-Pierre Policciardi | FN             | 975          | 12,70        |             |             |
|                | Léon Hoff                | UDF            | 880          | 11,46        |             |             |
|                | Aimé Hottier             | RPR            | 820          | 10,68        |             |             |
|                | Jean-Jacques Piezanowski | GE             | 573          | 7,46         |             |             |
|                |                          |                |              |              |             |             |
| Inscrits       | Inscrits                 | Inscrits       | 12 572       | 100,00       | 12 564      | 100,00      |
| Abstention     | Abstention               | Abstention     | 4 493        | 35,74        | 5 766       | 45,89       |
| Votants        | Votants                  | Votants        | 8 079        | 64,26        | 6 798       | 54,11       |
| Blancs et nuls | Blancs et nuls           | Blancs et nuls | 402          | 4,98         | 964         | 14,18       |
| Exprimés       | Exprimés                 | Exprimés       | 7 677        | 95,02        | 5 834       | 85,82       |

### Canton d'Ars-sur-Moselle
| Candidats      | Candidats              | Étiquette      | Premier tour | Premier tour | Second tour | Second tour |
| Candidats      | Candidats              | Étiquette      | Voix         | %            | Voix        | %           |
| -------------- | ---------------------- | -------------- | ------------ | ------------ | ----------- | ----------- |
|                | Marie-Louise Diebold   | UDF            | 2 645        | 28,44        | 4 393       | 57,77       |
|                | Jean Guichard          | PS             | 1 655        | 17,80        | 3 211       | 42,23       |
|                | Gilbert Houillon       | FN             | 1 216        | 13,08        |             |             |
|                | Marie-Thérèse Auburtin | PS             | 1 193        | 12,83        |             |             |
|                | Danielle Leclaire      | GE             | 1 007        | 10,83        |             |             |
|                | Alain Muraro           | Verts          | 631          | 6,78         |             |             |
|                | Jacques Hoffmann       | PS             | 547          | 5,88         |             |             |
|                | Jacques Engelmann      | PCF            | 226          | 2,43         |             |             |
|                | Alain Dehay            | DVD            | 180          | 1,94         |             |             |
|                |                        |                |              |              |             |             |
| Inscrits       | Inscrits               | Inscrits       | 13 952       | 100,00       | 13 950      | 100,00      |
| Abstention     | Abstention             | Abstention     | 4 168        | 29,87        | 5 742       | 41,16       |
| Votants        | Votants                | Votants        | 9 784        | 70,13        | 8 208       | 58,84       |
| Blancs et nuls | Blancs et nuls         | Blancs et nuls | 484          | 4,95         | 604         | 7,36        |
| Exprimés       | Exprimés               | Exprimés       | 9 300        | 95,05        | 7 604       | 92,64       |

### Canton de Bitche
| Candidats      | Candidats         | Étiquette      | Premier tour | Premier tour |
| Candidats      | Candidats         | Étiquette      | Voix         | %            |
| -------------- | ----------------- | -------------- | ------------ | ------------ |
|                | Joseph Schaefer*  | DVD            | 3 405        | 51,58        |
|                | Pierre Foegle     | PS             | 987          | 14,95        |
|                | Jean-Louis Berger | FN             | 971          | 14,71        |
|                | Gilles Fauchon    | PS             | 924          | 14,00        |
|                | Fernand Beckrich  | PCF            | 315          | 4,77         |
|                |                   |                |              |              |
| Inscrits       | Inscrits          | Inscrits       | 10 522       | 100,00       |
| Abstention     | Abstention        | Abstention     | 3 477        | 33,05        |
| Votants        | Votants           | Votants        | 7 045        | 66,95        |
| Blancs et nuls | Blancs et nuls    | Blancs et nuls | 443          | 6,29         |
| Exprimés       | Exprimés          | Exprimés       | 6 602        | 93,71        |

*sortant

### Canton de Boulay-Moselle
| Candidats      | Candidats               | Étiquette      | Premier tour | Premier tour | Second tour | Second tour |
| Candidats      | Candidats               | Étiquette      | Voix         | %            | Voix        | %           |
| -------------- | ----------------------- | -------------- | ------------ | ------------ | ----------- | ----------- |
|                | André Boucher           | DVD            | 3 281        | 37,02        | 5 292       | 67,86       |
|                | Maurice Gracia          | RPR            | 2 377        | 26,82        | 2 506       | 32,14       |
|                | Marie-Odile Hammer      | FN             | 1 047        | 11,81        |             |             |
|                | Marie-Anne Isler Beguin | Verts          | 971          | 10,96        |             |             |
|                | Marc Caillet            | PS             | 703          | 7,93         |             |             |
|                | Joseph Schwartz         | PCF            | 483          | 5,45         |             |             |
|                |                         |                |              |              |             |             |
| Inscrits       | Inscrits                | Inscrits       | 13 040       | 100,00       | 13 040      | 100,00      |
| Abstention     | Abstention              | Abstention     | 3 680        | 28,22        | 4 752       | 36,44       |
| Votants        | Votants                 | Votants        | 9 360        | 71,78        | 8 288       | 63,56       |
| Blancs et nuls | Blancs et nuls          | Blancs et nuls | 498          | 5,32         | 490         | 5,91        |
| Exprimés       | Exprimés                | Exprimés       | 8 862        | 94,68        | 7 798       | 94,09       |

### Canton de Cattenom
| Candidats      | Candidats          | Étiquette      | Premier tour | Premier tour | Second tour | Second tour |
| Candidats      | Candidats          | Étiquette      | Voix         | %            | Voix        | %           |
| -------------- | ------------------ | -------------- | ------------ | ------------ | ----------- | ----------- |
|                | Grégoire Hesse     | UDF            | 3 260        | 38,58        | 4 070       | 51,43       |
|                | René Baryga*       | PS             | 3 087        | 36,53        | 3 844       | 48,57       |
|                | Roland Meyer       | FN             | 824          | 9,75         |             |             |
|                | Gérard Queneherve  | GE             | 557          | 6,59         |             |             |
|                | Jean-Marc Debrycke | Verts          | 498          | 5,89         |             |             |
|                | Patrick Quignon    | PCF            | 225          | 2,66         |             |             |
|                |                    |                |              |              |             |             |
| Inscrits       | Inscrits           | Inscrits       | 13 396       | 100,00       | 13 486      | 100,00      |
| Abstention     | Abstention         | Abstention     | 4 537        | 33,87        | 5 196       | 38,53       |
| Votants        | Votants            | Votants        | 8 859        | 66,13        | 8 290       | 61,47       |
| Blancs et nuls | Blancs et nuls     | Blancs et nuls | 408          | 4,61         | 376         | 4,54        |
| Exprimés       | Exprimés           | Exprimés       | 8 451        | 95,39        | 7 914       | 95,46       |

*sortant

### Canton de Château-Salins
| Candidats      | Candidats               | Étiquette      | Premier tour | Premier tour | Second tour | Second tour |
| Candidats      | Candidats               | Étiquette      | Voix         | %            | Voix        | %           |
| -------------- | ----------------------- | -------------- | ------------ | ------------ | ----------- | ----------- |
|                | Pierre Bourlon*         | RPR            | 1 106        | 31,83        | 1 614       | 53,71       |
|                | Gabriel Bronner         | PS             | 622          | 17,90        | Retrait     | Retrait     |
|                | Gilbert Robinet         | DVD            | 565          | 16,26        | 1 391       | 46,29       |
|                | Roland Trouilly         | DVD            | 335          | 9,64         |             |             |
|                | Jacques Noirjean        | PS             | 332          | 9,55         |             |             |
|                | Nicole Dorlin           | FN             | 264          | 7,60         |             |             |
|                | Jean Defranoux          | Verts          | 183          | 5,27         |             |             |
|                | Monique Beauquel Destri | PCF            | 53           | 1,53         |             |             |
|                | Jean-Louis Chabaneix    | EXD            | 15           | 0,43         |             |             |
|                |                         |                |              |              |             |             |
| Inscrits       | Inscrits                | Inscrits       | 4 599        | 100,00       | 4 618       | 100,00      |
| Abstention     | Abstention              | Abstention     | 959          | 20,85        | 1 310       | 28,37       |
| Votants        | Votants                 | Votants        | 3 640        | 79,15        | 3 308       | 71,63       |
| Blancs et nuls | Blancs et nuls          | Blancs et nuls | 165          | 4,53         | 303         | 9,16        |
| Exprimés       | Exprimés                | Exprimés       | 3 475        | 95,47        | 3 005       | 90,84       |

*sortant

### Canton de Delme
| Candidats      | Candidats         | Étiquette      | Premier tour | Premier tour | Second tour | Second tour |
| Candidats      | Candidats         | Étiquette      | Voix         | %            | Voix        | %           |
| -------------- | ----------------- | -------------- | ------------ | ------------ | ----------- | ----------- |
|                | Brice Lerond      | DVD            | 918          | 35,99        | 1 374       | 58,62       |
|                | Martial Villemin* | RPR            | 751          | 29,44        | 970         | 41,38       |
|                | Jean-Paul Jager   | FN             | 309          | 12,11        |             |             |
|                | Gilbert Lallemend | PS             | 291          | 11,41        |             |             |
|                | Armand Bemer      | Verts          | 246          | 9,64         |             |             |
|                | Michel Dinquel    | PCF            | 36           | 1,41         |             |             |
|                |                   |                |              |              |             |             |
| Inscrits       | Inscrits          | Inscrits       | 3 567        | 100,00       | 3 566       | 100,00      |
| Abstention     | Abstention        | Abstention     | 846          | 23,72        | 1 019       | 28,58       |
| Votants        | Votants           | Votants        | 2 721        | 76,28        | 2 547       | 71,42       |
| Blancs et nuls | Blancs et nuls    | Blancs et nuls | 170          | 6,25         | 203         | 7,97        |
| Exprimés       | Exprimés          | Exprimés       | 2 551        | 93,75        | 2 344       | 92,03       |

*sortant

### Canton de Fameck
| Candidats      | Candidats          | Étiquette      | Premier tour | Premier tour | Second tour | Second tour |
| Candidats      | Candidats          | Étiquette      | Voix         | %            | Voix        | %           |
| -------------- | ------------------ | -------------- | ------------ | ------------ | ----------- | ----------- |
|                | Michel Liebgott    | PS             | 2 280        | 26,47        | 4 038       | 53,23       |
|                | Paul Jaman         | PS             | 1 728        | 20,06        | 3 548       | 46,77       |
|                | Marcel Wendling*   | RPR            | 1 408        | 16,35        | Retrait     | Retrait     |
|                | Michel Auddino     | FN             | 1 094        | 12,70        |             |             |
|                | Roger Tusch        | DVD            | 994          | 11,54        |             |             |
|                | Vito Laricchiuta   | PCF            | 416          | 4,83         |             |             |
|                | Claudine Hagen     | GE             | 360          | 4,18         |             |             |
|                | Jean-Marc Debrycke | Verts          | 333          | 3,87         |             |             |
|                |                    |                |              |              |             |             |
| Inscrits       | Inscrits           | Inscrits       | 13 138       | 100,00       | 13 136      | 100,00      |
| Abstention     | Abstention         | Abstention     | 4 145        | 31,55        | 5 013       | 38,16       |
| Votants        | Votants            | Votants        | 8 993        | 68,45        | 8 123       | 61,84       |
| Blancs et nuls | Blancs et nuls     | Blancs et nuls | 380          | 4,23         | 537         | 6,61        |
| Exprimés       | Exprimés           | Exprimés       | 8 613        | 95,77        | 7 586       | 93,39       |

*sortant

### Canton de Fontoy
| Candidats      | Candidats       | Étiquette      | Premier tour | Premier tour | Second tour | Second tour |
| Candidats      | Candidats       | Étiquette      | Voix         | %            | Voix        | %           |
| -------------- | --------------- | -------------- | ------------ | ------------ | ----------- | ----------- |
|                | Denis Schitz*   | DVD            | 4 319        | 46,41        | 5 366       | 64,93       |
|                | Lucien Schaefer | PCF            | 2 094        | 22,50        | 2 898       | 35,07       |
|                | Louis Gori      | FN             | 772          | 8,29         |             |             |
|                | Alain Koppe     | PS             | 741          | 7,96         |             |             |
|                | Brigitte Renn   | Verts          | 723          | 7,77         |             |             |
|                | Bernard Gueblez | PRG            | 658          | 7,07         |             |             |
|                |                 |                |              |              |             |             |
| Inscrits       | Inscrits        | Inscrits       | 15 806       | 100,00       | 15 802      | 100,00      |
| Abstention     | Abstention      | Abstention     | 5 939        | 37,57        | 7 052       | 44,63       |
| Votants        | Votants         | Votants        | 9 867        | 62,43        | 8 750       | 55,37       |
| Blancs et nuls | Blancs et nuls  | Blancs et nuls | 560          | 5,68         | 486         | 5,55        |
| Exprimés       | Exprimés        | Exprimés       | 9 307        | 94,32        | 8 264       | 94,45       |

*sortant

### Canton de Forbach
| Candidats      | Candidats          | Étiquette      | Premier tour | Premier tour | Second tour | Second tour |
| Candidats      | Candidats          | Étiquette      | Voix         | %            | Voix        | %           |
| -------------- | ------------------ | -------------- | ------------ | ------------ | ----------- | ----------- |
|                | Louis Houpert*     | DVD            | 1 751        | 25,61        | 3 742       | 62,80       |
|                | Robert Scheuer     | FN             | 1 491        | 21,80        | 2 217       | 37,20       |
|                | Alain Morisse      | PS             | 972          | 14,21        |             |             |
|                | Liliane Pinot      | Verts          | 852          | 12,46        |             |             |
|                | Erwin Maurer       | PS             | 153          | 2,24         |             |             |
|                | Jean-Claude Brunie | DVD            | 725          | 10,60        |             |             |
|                | Jean-Claude Flauss | PS             | 702          | 10,27        |             |             |
|                | Marie-Emma Hesse   | PCF            | 192          | 2,81         |             |             |
|                |                    |                |              |              |             |             |
| Inscrits       | Inscrits           | Inscrits       | 13 175       | 100,00       | 13 175      | 100,00      |
| Abstention     | Abstention         | Abstention     | 6 046        | 45,89        | 6 715       | 50,97       |
| Votants        | Votants            | Votants        | 7 129        | 54,11        | 6 460       | 49,03       |
| Blancs et nuls | Blancs et nuls     | Blancs et nuls | 291          | 4,08         | 501         | 7,76        |
| Exprimés       | Exprimés           | Exprimés       | 6 838        | 95,92        | 5 959       | 92,24       |

*sortant

### Canton de Freyming-Merlebach
| Candidats      | Candidats            | Étiquette      | Premier tour | Premier tour | Second tour | Second tour |
| Candidats      | Candidats            | Étiquette      | Voix         | %            | Voix        | %           |
| -------------- | -------------------- | -------------- | ------------ | ------------ | ----------- | ----------- |
|                | Arthur Albert*       | RPR            | 5 365        | 47,48        | 6 698       | 69,22       |
|                | Bernard Montcharmont | PS             | 2 203        | 19,50        | 2 978       | 30,78       |
|                | Rita Vella           | FN             | 1 793        | 15,87        |             |             |
|                | Marcel Hoerner       | Verts          | 1 635        | 14,47        |             |             |
|                | Josiane Streikmanis  | PCF            | 303          | 2,68         |             |             |
|                |                      |                |              |              |             |             |
| Inscrits       | Inscrits             | Inscrits       | 19 072       | 100,00       | 19 072      | 100,00      |
| Abstention     | Abstention           | Abstention     | 7 216        | 37,84        | 8 752       | 45,89       |
| Votants        | Votants              | Votants        | 11 856       | 62,16        | 10 320      | 54,11       |
| Blancs et nuls | Blancs et nuls       | Blancs et nuls | 557          | 4,70         | 644         | 6,24        |
| Exprimés       | Exprimés             | Exprimés       | 11 299       | 95,30        | 9 676       | 93,76       |

*sortant

### Canton de Lorquin
| Candidats      | Candidats           | Étiquette      | Premier tour | Premier tour |
| Candidats      | Candidats           | Étiquette      | Voix         | %            |
| -------------- | ------------------- | -------------- | ------------ | ------------ |
|                | Jean-Luc Chaigneau* | RPR            | 2 154        | 57,95        |
|                | Robert Weber        | PS             | 631          | 16,98        |
|                | Bernard Babault     | PS             | 439          | 11,81        |
|                | René Lang           | Verts          | 258          | 6,94         |
|                | Michel Scherrer     | FN             | 202          | 5,43         |
|                | André Barbier       | PCF            | 33           | 0,89         |
|                |                     |                |              |              |
| Inscrits       | Inscrits            | Inscrits       | 4 963        | 100,00       |
| Abstention     | Abstention          | Abstention     | 1 078        | 21,72        |
| Votants        | Votants             | Votants        | 3 885        | 78,28        |
| Blancs et nuls | Blancs et nuls      | Blancs et nuls | 168          | 4,32         |
| Exprimés       | Exprimés            | Exprimés       | 3 717        | 95,68        |

*sortant

### Canton de Maizières-lès-Metz
| Candidats      | Candidats             | Étiquette      | Premier tour | Premier tour | Second tour | Second tour |
| Candidats      | Candidats             | Étiquette      | Voix         | %            | Voix        | %           |
| -------------- | --------------------- | -------------- | ------------ | ------------ | ----------- | ----------- |
|                | Claudette Lamm*       | PCF            | 2 565        | 23,40        | 4 344       | 45,83       |
|                | Jean-Claude Mahler    | DVD            | 2 184        | 19,92        | 5 135       | 54,17       |
|                | Angel Cossalter       | RPR            | 1 662        | 15,16        |             |             |
|                | Christian Lefait      | FN             | 1 608        | 14,67        |             |             |
|                | Gérard Terrier        | PS             | 1 496        | 13,65        |             |             |
|                | Jean-François Seconde | GE             | 727          | 6,63         |             |             |
|                | Nicolas Schiffler     | Verts          | 721          | 6,58         |             |             |
|                |                       |                |              |              |             |             |
| Inscrits       | Inscrits              | Inscrits       | 17 251       | 100,00       | 17 249      | 100,00      |
| Abstention     | Abstention            | Abstention     | 5 607        | 32,50        | 7 074       | 41,01       |
| Votants        | Votants               | Votants        | 11 644       | 67,50        | 10 175      | 58,99       |
| Blancs et nuls | Blancs et nuls        | Blancs et nuls | 681          | 5,85         | 696         | 6,84        |
| Exprimés       | Exprimés              | Exprimés       | 10 963       | 94,15        | 9 479       | 93,16       |

*sortant

### Canton de Marange-Silvange
| Candidats      | Candidats             | Étiquette      | Premier tour | Premier tour | Second tour | Second tour |
| Candidats      | Candidats             | Étiquette      | Voix         | %            | Voix        | %           |
| -------------- | --------------------- | -------------- | ------------ | ------------ | ----------- | ----------- |
|                | Bernard Deramaix*     | DVD            | 2 405        | 26,02        | 4 277       | 58,94       |
|                | Henri Schwanner       | PS             | 1 634        | 17,68        | 2 980       | 41,06       |
|                | Jacques Duquenois     | FN             | 1 222        | 13,22        |             |             |
|                | Charles Philippot     | PS             | 1 205        | 13,04        |             |             |
|                | Alexandre Bardelli    | Verts          | 1 200        | 12,98        |             |             |
|                | Gérard Hector         | PCF            | 797          | 8,62         |             |             |
|                | Jean-Marie Serredszum | PS             | 779          | 8,43         |             |             |
|                |                       |                |              |              |             |             |
| Inscrits       | Inscrits              | Inscrits       | 14 467       | 100,00       | 14 467      | 100,00      |
| Abstention     | Abstention            | Abstention     | 4 658        | 32,20        | 6 482       | 44,81       |
| Votants        | Votants               | Votants        | 9 809        | 67,80        | 7 985       | 55,19       |
| Blancs et nuls | Blancs et nuls        | Blancs et nuls | 567          | 5,78         | 728         | 9,12        |
| Exprimés       | Exprimés              | Exprimés       | 9 242        | 94,22        | 7 257       | 90,88       |

*sortant

### Canton de Metz-1
| Candidats      | Candidats         | Étiquette      | Premier tour | Premier tour | Second tour | Second tour |
| Candidats      | Candidats         | Étiquette      | Voix         | %            | Voix        | %           |
| -------------- | ----------------- | -------------- | ------------ | ------------ | ----------- | ----------- |
|                | Pierre Ferrari*   | PS             | 1 950        | 25,73        | 2 907       | 52,70       |
|                | Philippe Grégoire | UDF            | 1 532        | 20,21        | 2 609       | 47,30       |
|                | Dominique Gros    | PS             | 1 364        | 17,99        | Retrait     | Retrait     |
|                | Thierry Gourlot   | FN             | 1 244        | 16,41        |             |             |
|                | Dominique Wernert | Verts          | 533          | 7,03         |             |             |
|                | Jean-Luc Huet     | GE             | 496          | 6,54         |             |             |
|                | Robert Lagal      | PCF            | 232          | 3,06         |             |             |
|                | Daniel Delrez     | PS             | 229          | 3,02         |             |             |
|                |                   |                |              |              |             |             |
| Inscrits       | Inscrits          | Inscrits       | 13 697       | 100,00       | 13 697      | 100,00      |
| Abstention     | Abstention        | Abstention     | 5 715        | 41,72        | 7 520       | 54,90       |
| Votants        | Votants           | Votants        | 7 982        | 58,28        | 6 177       | 45,10       |
| Blancs et nuls | Blancs et nuls    | Blancs et nuls | 402          | 5,04         | 661         | 10,70       |
| Exprimés       | Exprimés          | Exprimés       | 7 580        | 94,96        | 5 516       | 89,30       |

*sortant

### Canton de Metz-2
| Candidats      | Candidats          | Étiquette      | Premier tour | Premier tour | Second tour | Second tour |
| Candidats      | Candidats          | Étiquette      | Voix         | %            | Voix        | %           |
| -------------- | ------------------ | -------------- | ------------ | ------------ | ----------- | ----------- |
|                | Denis Jacquat*     | UDF            | 3 596        | 41,21        | 4 472       | 69,18       |
|                | René Leucart       | PS             | 1 340        | 15,36        | 1 992       | 30,82       |
|                | Eric Benoist       | FN             | 1 325        | 15,18        |             |             |
|                | Jean-Michel Rousse | PS             | 1 138        | 13,04        |             |             |
|                | Guy Untereiner     | Verts          | 1 034        | 11,85        |             |             |
|                | Christian Mougin   | PCF            | 293          | 3,36         |             |             |
|                |                    |                |              |              |             |             |
| Inscrits       | Inscrits           | Inscrits       | 15 271       | 100,00       | 15 271      | 100,00      |
| Abstention     | Abstention         | Abstention     | 6 201        | 40,61        | 8 298       | 54,34       |
| Votants        | Votants            | Votants        | 9 070        | 59,39        | 6 973       | 45,66       |
| Blancs et nuls | Blancs et nuls     | Blancs et nuls | 344          | 3,79         | 509         | 7,30        |
| Exprimés       | Exprimés           | Exprimés       | 8 726        | 96,21        | 6 464       | 92,70       |

*sortant

### Canton de Montigny-lès-Metz
| Candidats      | Candidats           | Étiquette      | Premier tour | Premier tour | Second tour | Second tour |
| Candidats      | Candidats           | Étiquette      | Voix         | %            | Voix        | %           |
| -------------- | ------------------- | -------------- | ------------ | ------------ | ----------- | ----------- |
|                | Raymond Doerflinger | DVD            | 5 508        | 43,90        | 7 878       | 80,78       |
|                | Jean-Marie Nicolay  | FN             | 1 777        | 14,16        | 1 874       | 19,22       |
|                | Maurice Déro*       | RPR            | 1 485        | 11,84        |             |             |
|                | Daniel Contini      | PS             | 1 139        | 9,08         |             |             |
|                | Claude Kremer       | GE             | 1 128        | 8,99         |             |             |
|                | Irène Kornetzky     | Verts          | 772          | 6,15         |             |             |
|                | Joël Grosjean       | PCF            | 412          | 3,28         |             |             |
|                | René-Louis Weber    | DVD            | 325          | 2,59         |             |             |
|                |                     |                |              |              |             |             |
| Inscrits       | Inscrits            | Inscrits       | 20 746       | 100,00       | 20 746      | 100,00      |
| Abstention     | Abstention          | Abstention     | 7 514        | 36,22        | 10 026      | 48,33       |
| Votants        | Votants             | Votants        | 13 232       | 63,78        | 10 720      | 51,67       |
| Blancs et nuls | Blancs et nuls      | Blancs et nuls | 686          | 5,18         | 968         | 9,03        |
| Exprimés       | Exprimés            | Exprimés       | 12 546       | 94,82        | 9 752       | 90,97       |

*sortant

### Canton de Rombas
| Candidats      | Candidats          | Étiquette      | Premier tour | Premier tour |
| Candidats      | Candidats          | Étiquette      | Voix         | %            |
| -------------- | ------------------ | -------------- | ------------ | ------------ |
|                | Jean Kiffer*       | DVD            | 4 848        | 55,88        |
|                | Lionel Fournier    | PS             | 1 792        | 20,65        |
|                | Gérard Acquaviva   | FN             | 795          | 9,16         |
|                | Norbert Barthelemy | PCF            | 628          | 7,24         |
|                | Pascal Richard     | GE             | 613          | 7,07         |
|                |                    |                |              |              |
| Inscrits       | Inscrits           | Inscrits       | 12 534       | 100,00       |
| Abstention     | Abstention         | Abstention     | 3 463        | 27,63        |
| Votants        | Votants            | Votants        | 9 071        | 72,37        |
| Blancs et nuls | Blancs et nuls     | Blancs et nuls | 395          | 4,35         |
| Exprimés       | Exprimés           | Exprimés       | 8 676        | 95,65        |

*sortant

### Canton de Saint-Avold-2
| Candidats      | Candidats           | Étiquette      | Premier tour | Premier tour | Second tour | Second tour |
| Candidats      | Candidats           | Étiquette      | Voix         | %            | Voix        | %           |
| -------------- | ------------------- | -------------- | ------------ | ------------ | ----------- | ----------- |
|                | Armand Nau*         | PS             | 3 376        | 32,89        | 4 566       | 52,34       |
|                | Jean-Loup Schouller | DVD            | 2 460        | 23,97        | 4 157       | 47,66       |
|                | Arthur Matecki      | FN             | 1 604        | 15,63        |             |             |
|                | Alfred Urschel      | Verts          | 1 033        | 10,07        |             |             |
|                | Cécile Duppre       | PS             | 948          | 9,24         |             |             |
|                | Fabienne Carreau    | GE             | 616          | 6,00         |             |             |
|                | Jean-Claude Brem    | PCF            | 226          | 2,20         |             |             |
|                |                     |                |              |              |             |             |
| Inscrits       | Inscrits            | Inscrits       | 16 652       | 100,00       | 16 652      | 100,00      |
| Abstention     | Abstention          | Abstention     | 5 816        | 34,93        | 7 235       | 43,45       |
| Votants        | Votants             | Votants        | 10 836       | 65,07        | 9 417       | 56,55       |
| Blancs et nuls | Blancs et nuls      | Blancs et nuls | 573          | 5,29         | 694         | 7,37        |
| Exprimés       | Exprimés            | Exprimés       | 10 263       | 94,71        | 8 723       | 92,63       |

*sortant

### Canton de Sarrebourg
| Candidats      | Candidats            | Étiquette      | Premier tour | Premier tour | Second tour | Second tour |
| Candidats      | Candidats            | Étiquette      | Voix         | %            | Voix        | %           |
| -------------- | -------------------- | -------------- | ------------ | ------------ | ----------- | ----------- |
|                | Aloyse Warhouver*    | PS             | 5 457        | 43,19        | 6 862       | 58,39       |
|                | Alain Marty          | RPR            | 4 032        | 31,91        | 4 890       | 41,61       |
|                | Bernard Brion        | FN             | 1 576        | 12,47        |             |             |
|                | Daniel Beguin        | Verts          | 630          | 4,99         |             |             |
|                | Catherine Seconde    | GE             | 507          | 4,01         |             |             |
|                | Jean-Marie Brichler  | PS             | 353          | 2,79         |             |             |
|                | Marie-Thérèse Becher | PCF            | 79           | 0,63         |             |             |
|                |                      |                |              |              |             |             |
| Inscrits       | Inscrits             | Inscrits       | 19 395       | 100,00       | 19 393      | 100,00      |
| Abstention     | Abstention           | Abstention     | 6 118        | 31,54        | 7 089       | 36,55       |
| Votants        | Votants              | Votants        | 13 277       | 68,46        | 12 304      | 63,45       |
| Blancs et nuls | Blancs et nuls       | Blancs et nuls | 643          | 4,84         | 552         | 4,49        |
| Exprimés       | Exprimés             | Exprimés       | 12 634       | 95,16        | 11 752      | 95,51       |

*sortant

### Canton de Sarreguemines
| Candidats      | Candidats           | Étiquette      | Premier tour | Premier tour | Second tour | Second tour |
| Candidats      | Candidats           | Étiquette      | Voix         | %            | Voix        | %           |
| -------------- | ------------------- | -------------- | ------------ | ------------ | ----------- | ----------- |
|                | Robert Pax          | PS             | 3 414        | 34,58        | 4 339       | 51,22       |
|                | Yves Utzschneider   | DVD            | 2 021        | 20,47        | 4 132       | 48,78       |
|                | Albert Burgardt     | FN             | 1 295        | 13,12        |             |             |
|                | Pierre Brumder      | UDF            | 980          | 9,93         |             |             |
|                | Philippe Leick      | GE             | 527          | 5,34         |             |             |
|                | Arlette Dehlinger   | Verts          | 679          | 6,88         |             |             |
|                | Jean Kara           | DVD            | 548          | 5,55         |             |             |
|                | Grégoire Rick       | PS             | 245          | 2,48         |             |             |
|                | Jacqueline Granfort | PCF            | 165          | 1,67         |             |             |
|                |                     |                |              |              |             |             |
| Inscrits       | Inscrits            | Inscrits       | 16 125       | 100,00       | 16 125      | 100,00      |
| Abstention     | Abstention          | Abstention     | 5 757        | 35,70        | 6 808       | 42,22       |
| Votants        | Votants             | Votants        | 10 368       | 64,30        | 9 317       | 57,78       |
| Blancs et nuls | Blancs et nuls      | Blancs et nuls | 494          | 4,76         | 846         | 9,08        |
| Exprimés       | Exprimés            | Exprimés       | 9 874        | 95,24        | 8 471       | 90,92       |

### Canton de Sarreguemines-Campagne
| Candidats      | Candidats              | Étiquette      | Premier tour | Premier tour |
| Candidats      | Candidats              | Étiquette      | Voix         | %            |
| -------------- | ---------------------- | -------------- | ------------ | ------------ |
|                | Hubert Roth*           | DVD            | 5 903        | 51,44        |
|                | Jacqueline Berger      | FN             | 1 690        | 14,73        |
|                | Jasmine Mallick Jansem | Verts          | 1 107        | 9,65         |
|                | Roland Brettnacher     | PS             | 1 035        | 9,02         |
|                | René Schloesser        | PS             | 855          | 7,45         |
|                | Frédéric Bonard        | GE             | 726          | 6,33         |
|                | Jacques Marechal       | PCF            | 159          | 1,39         |
|                |                        |                |              |              |
| Inscrits       | Inscrits               | Inscrits       | 17 896       | 100,00       |
| Abstention     | Abstention             | Abstention     | 5 638        | 31,50        |
| Votants        | Votants                | Votants        | 12 258       | 68,50        |
| Blancs et nuls | Blancs et nuls         | Blancs et nuls | 783          | 6,39         |
| Exprimés       | Exprimés               | Exprimés       | 11 475       | 93,61        |

*sortant

### Canton de Stiring-Wendel
| Candidats      | Candidats        | Étiquette      | Premier tour | Premier tour | Second tour | Second tour |
| Candidats      | Candidats        | Étiquette      | Voix         | %            | Voix        | %           |
| -------------- | ---------------- | -------------- | ------------ | ------------ | ----------- | ----------- |
|                | Rémy Botz*       | DVD            | 4 520        | 40,26        | 5 397       | 57,45       |
|                | Philippe Leick   | GE             | 2 196        | 19,56        | 3 998       | 42,55       |
|                | Roger Vingtans   | FN             | 1 735        | 15,45        |             |             |
|                | Fernand Korinek  | DVD            | 1 549        | 13,80        |             |             |
|                | Yves Barbier     | PS             | 878          | 7,82         |             |             |
|                | Jean-Marie Colle | PCF            | 349          | 3,11         |             |             |
|                |                  |                |              |              |             |             |
| Inscrits       | Inscrits         | Inscrits       | 20 304       | 100,00       | 20 300      | 100,00      |
| Abstention     | Abstention       | Abstention     | 8 505        | 41,89        | 10 485      | 51,65       |
| Votants        | Votants          | Votants        | 11 799       | 58,11        | 9 815       | 48,35       |
| Blancs et nuls | Blancs et nuls   | Blancs et nuls | 572          | 4,85         | 420         | 4,28        |
| Exprimés       | Exprimés         | Exprimés       | 11 227       | 95,15        | 9 395       | 95,72       |

*sortant

### Canton de Vic-sur-Seille
| Candidats      | Candidats         | Étiquette      | Premier tour | Premier tour |
| Candidats      | Candidats         | Étiquette      | Voix         | %            |
| -------------- | ----------------- | -------------- | ------------ | ------------ |
|                | Philippe Leroy*   | RPR            | 1 656        | 76,70        |
|                | Charles Trompette | PS             | 146          | 6,76         |
|                | Gilbert Poirot    | Verts          | 193          | 8,94         |
|                | Pascal Greder     | FN             | 127          | 5,88         |
|                | Edmond Wanic      | PCF            | 37           | 1,71         |
|                |                   |                |              |              |
| Inscrits       | Inscrits          | Inscrits       | 2 959        | 100,00       |
| Abstention     | Abstention        | Abstention     | 646          | 21,83        |
| Votants        | Votants           | Votants        | 2 313        | 78,17        |
| Blancs et nuls | Blancs et nuls    | Blancs et nuls | 154          | 6,66         |
| Exprimés       | Exprimés          | Exprimés       | 2 159        | 93,34        |

*sortant

### Canton de Woippy
| Candidats      | Candidats             | Étiquette      | Premier tour | Premier tour | Second tour | Second tour |
| Candidats      | Candidats             | Étiquette      | Voix         | %            | Voix        | %           |
| -------------- | --------------------- | -------------- | ------------ | ------------ | ----------- | ----------- |
|                | Jean-Claude Théobald* | DVD            | 6 275        | 46,46        | 6 599       | 59,71       |
|                | Philippe Prion        | FN             | 2 267        | 16,79        | 1 799       | 16,28       |
|                | Jérôme Prache         | PS             | 2 135        | 15,81        | 2 654       | 24,01       |
|                | Marie-Olivier Leick   | GE             | 1 146        | 8,49         |             |             |
|                | Jean-Bernard Thiery   | Verts          | 1 125        | 8,33         |             |             |
|                | Jacques Marchal       | PCF            | 558          | 4,13         |             |             |
|                |                       |                |              |              |             |             |
| Inscrits       | Inscrits              | Inscrits       | 21 076       | 100,00       | 21 066      | 100,00      |
| Abstention     | Abstention            | Abstention     | 6 934        | 32,90        | 9 549       | 45,33       |
| Votants        | Votants               | Votants        | 14 142       | 67,10        | 11 517      | 54,67       |
| Blancs et nuls | Blancs et nuls        | Blancs et nuls | 636          | 4,50         | 465         | 4,04        |
| Exprimés       | Exprimés              | Exprimés       | 13 506       | 95,50        | 11 052      | 95,96       |

*sortant

### Canton d'Yutz
| Candidats      | Candidats          | Étiquette      | Premier tour | Premier tour | Second tour | Second tour |
| Candidats      | Candidats          | Étiquette      | Voix         | %            | Voix        | %           |
| -------------- | ------------------ | -------------- | ------------ | ------------ | ----------- | ----------- |
|                | Jean-Pierre Heitz* | UDF            | 4 120        | 38,16        | 6 003       | 76,34       |
|                | Philippe Coltin    | FN             | 1 576        | 14,60        | 1 861       | 23,66       |
|                | Pascal Barbier     | PS             | 1 493        | 13,83        |             |             |
|                | Jean Peltier       | Verts          | 1 304        | 12,08        |             |             |
|                | Alfred Mescolini   | PS             | 1 196        | 11,08        |             |             |
|                | Arsène Hatstatt    | PCF            | 1 108        | 10,26        |             |             |
|                |                    |                |              |              |             |             |
| Inscrits       | Inscrits           | Inscrits       | 18 210       | 100,00       | 18 210      | 100,00      |
| Abstention     | Abstention         | Abstention     | 6 695        | 36,77        | 9 036       | 49,62       |
| Votants        | Votants            | Votants        | 11 515       | 63,23        | 9 174       | 50,38       |
| Blancs et nuls | Blancs et nuls     | Blancs et nuls | 718          | 6,24         | 1 310       | 14,28       |
| Exprimés       | Exprimés           | Exprimés       | 10 797       | 93,76        | 7 864       | 85,72       |

*sortant